# 阿德里安·温伯格
阿德里安·莱奥纳多·温伯格（英語：Adrian Leonardo Weinberg，2001年11月25日—），生于洛杉矶，美国男子水球运动员。他曾代表美国参加2024年夏季奥林匹克运动会男子水球比赛，获得一枚铜牌。